# Yusuf Sari
Yusuf Sari (Martigues, 20 de noviembre de 1998) es un futbolista francés, nacionalizado turco, que juega en la demarcación de extremo para el Estambul Başakşehir F. K. de la Superliga de Turquía.

## Selección nacional
Hizo su debut con la selección de fútbol de Turquía el 12 de septiembre de 2023 en un partido amistoso contra Japón que finalizó con un resultado de 4-2 a favor del combinado japonés tras los goles de Ozan Kabak y Bertuğ Yıldırım para Turquía, y de Atsuki Ito, Junya Ito y un doblete de Keito Nakamura para Japón.

## Clubes
| Club                         | País    | Año       | Partidos | Goles |
| ---------------------------- | ------- | --------- | -------- | ----- |
| Olympique de Marsella II     | Francia | 2017-2018 | 22       | 2     |
| Olympique de Marsella        | Francia | 2017-2018 | 4        | 0     |
| Clermont Foot 63 II (cedido) | Francia | 2018      | 1        | 0     |
| Clermont Foot 63 (cedido)    | Francia | 2018      | 9        | 0     |
| Olympique de Marsella II     | Francia | 2019      | 9        | 3     |
| Trabzonspor                  | Turquía | 2019-2022 | 69       | 5     |
| Çaykur Rizespor              | Turquía | 2022      | 13       | 3     |
| Adana Demirspor              | Turquía | 2022-2024 | 76       | 12    |
| Estambul Başakşehir F. K.    | Turquía | 2025-     | 19       | 4     |